# Pseudicius ridicularis
Pseudicius ridicularis là một loài nhện trong họ Salticidae.
Loài này thuộc chi Pseudicius. Pseudicius ridicularis được Wanda Wesołowska & Tomasiewicz miêu tả năm 2008.